# Лауфер, Эмиль
Эмиль Иоганн Лауфер (чеш. Emil Johann Lauffer, род. 28 июня 1837 г. Дворце у Брунталу, Моравия — ум. 31 мая 1909 г. Прага) — чешский художник. профессор и директор пражской Академии изящных искусств.

## Биография
Родился в семье аптекара Фердинанда Лауфера и его жены Амалии Шпацир. Старший брат Эмиля, поэт Фердинанд Йозеф Лауфер, принимавший участие в чешском восстании 1848 году, после его подавления вынужден был бежать за границу. Художественное образование Э.Лауфер получил в Вене, в Академии изящных искусств. Затем селится в Праге. Работал над художественным оформлением дворца Бельведер в Градчанах, где применял разработки, сделанные ещё во время учёбы в Вене. Участвовал также, наряду с другими художниками, в украшении фойе Народного театра в Праге.

## Избранные полотна
- Проигранный спор (Prohraná sázka) (1867)
- Возвращение с Голгофы (Návrát z Golgoty) (1868)
- Образ Св. Вацлава (Sv. Václav)
- Празднующие охотники (Sváteční myslivci) (1869)
- Марино Фальери рассказывает Догарезе о своём обручении с Адриатическим морем (Marino Falieri vypravuje Dogarese o svém zasnoubení s Adriatickým mořem) (1870)
- Образ Св. Доминика (Sv. Dominik) (1872)
- Прощание (Abschiednahme) (1874)
- Мария у Елизаветы (Návštěva Marie u Alžběty) (1876)
- Кримхильда обвиняет Гюнтера и Хагена в убийстве Зигфрида (Kriemhilda obviňuje Gunthera a Hagena ze zavraždění Siegfrieda) (1881)
- Портрет ребёнка (Dětská podobizna) (1883)
- Сербское восстание (Serbische Aufstand) (около 1900 г.)
- Мерлин предсказывает судьбу Артура (около 1900 г.)
- Оборона Праги против осаждающего её шведского войска (Hájení Prahy proti Švédům)
- Рудольф Г., покровитель искусств (Rudolf H., ochránce umění)

## Галерея

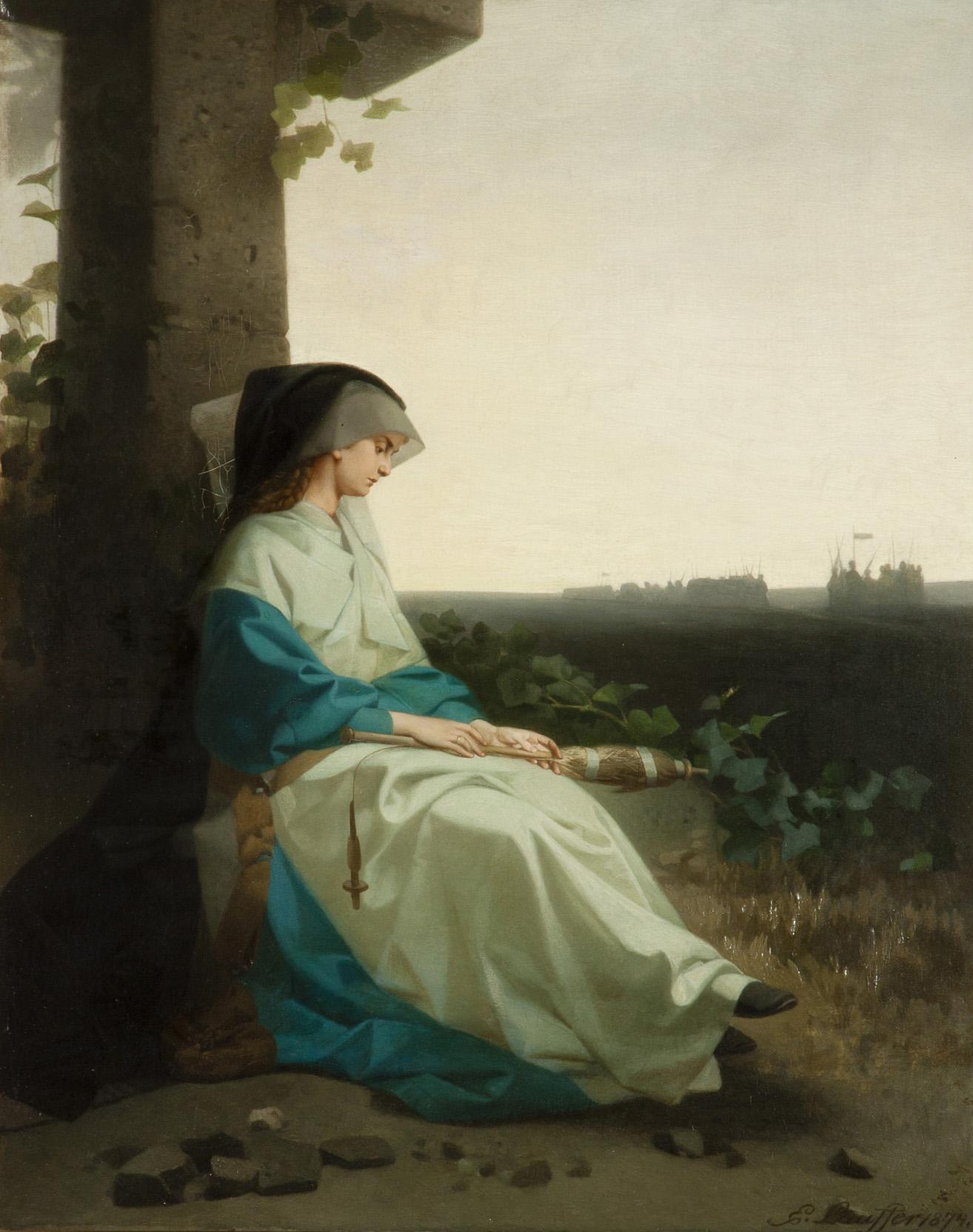
Прощание, 1874 г.
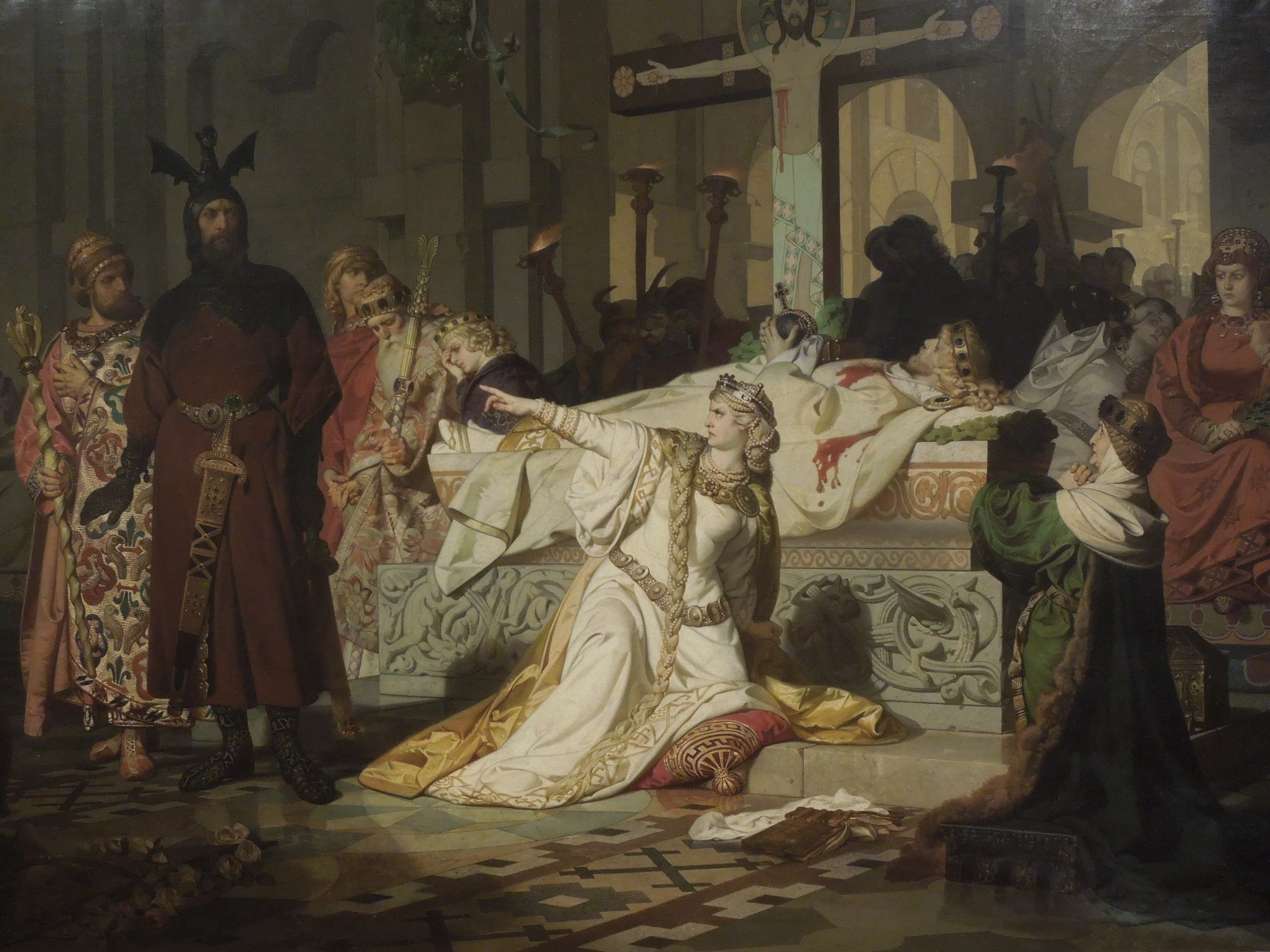
Обвинения Кримхильды, 1881 г.
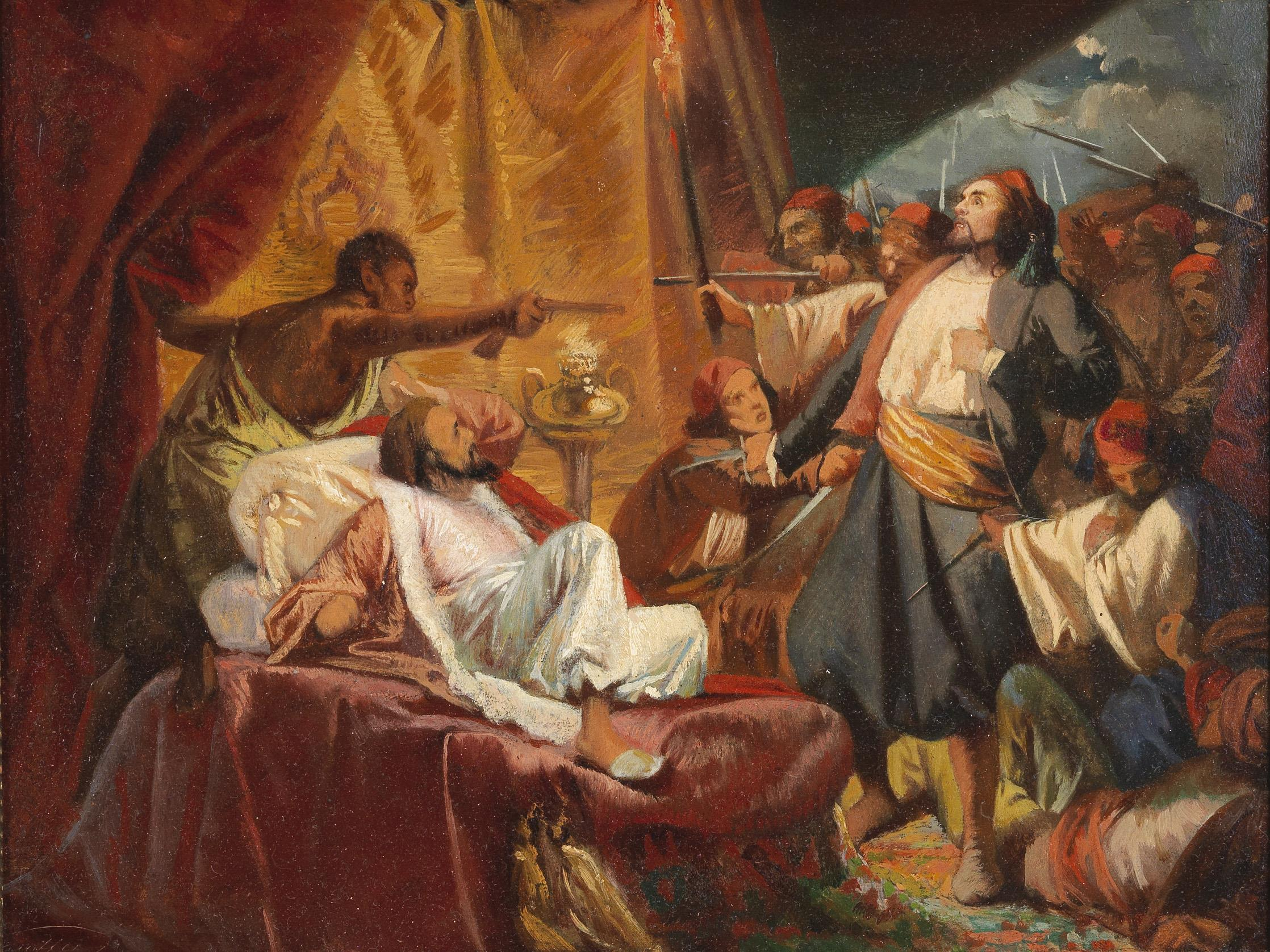
Сербское восстание, около 1900 г.
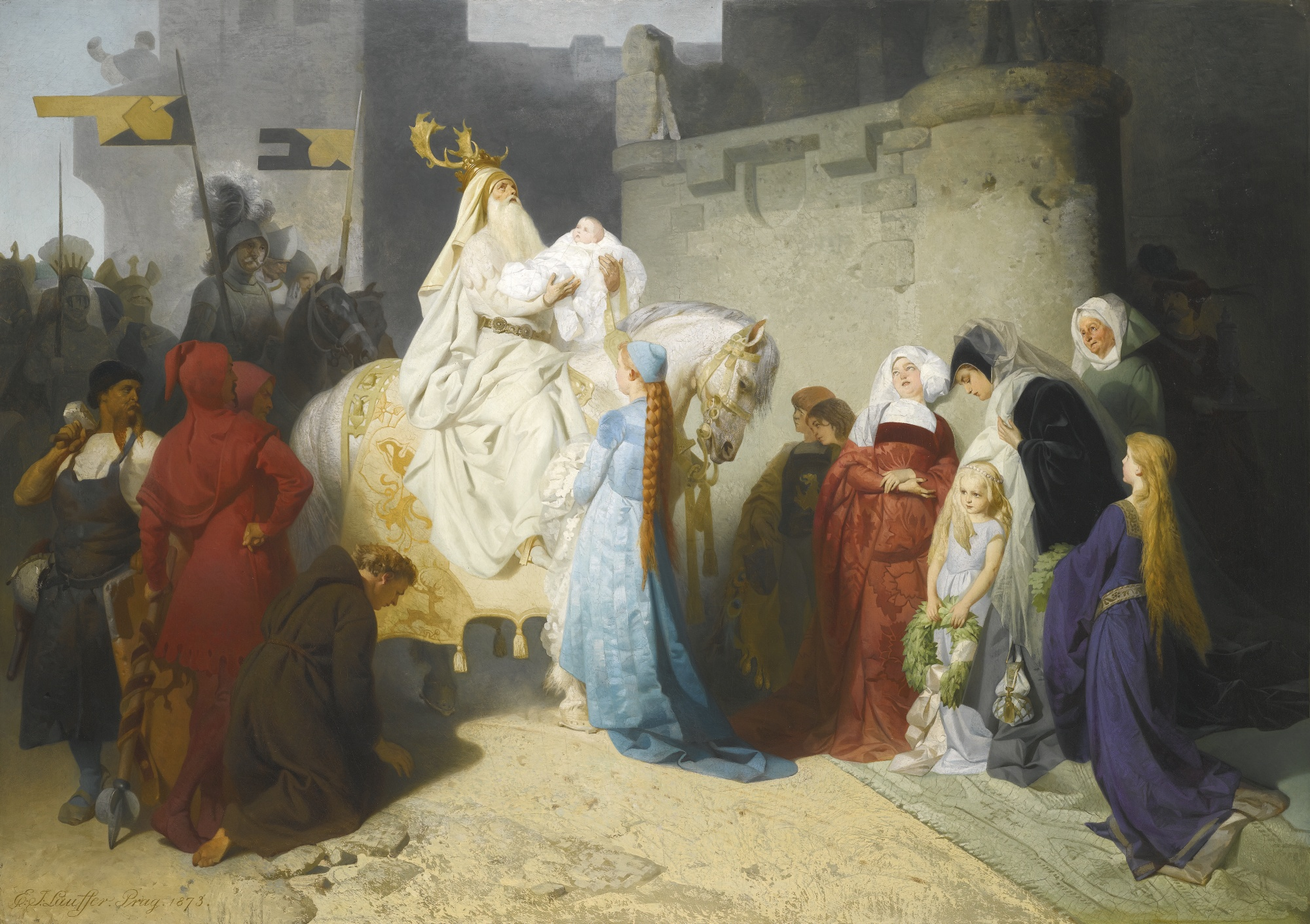
Мерлин предсказывает судьбу Артура, около 1900 г.